# Amtsträger
Amtsträger (auch Amtswalter) bezeichnet in Deutschland Personen, die in einem öffentlich-rechtlichen Dienst- oder Amtsverhältnis stehen (z. B. Beamte und Richter bzw. Minister und Notare), und Personen, für die besondere straf- und haftungsrechtliche Regelungen gelten. Abgeordnete und kommunale Mandatsträger gelten nicht als Amtsträger in diesem Sinne. Der Inhalt des Begriffs wird heute in Deutschland in den verschiedenen Rechtsgebieten nicht unbedingt einheitlich definiert.
Erheblich ist nicht, ob die Tätigkeit im Hauptamt oder ehrenamtlich geschieht. Auch Schöffen, Referendare, Personen in der Probezeit oder Auszubildende können Amtsträgerstatus innehaben. Amtsträger führen Amtshandlungen aus. Amtsträger der Exekutive und der Judikative bekleiden ein öffentliches Amt.

## Strafrecht
Das Strafrecht kennt Sonderdelikte, die überhaupt nur von Amtsträgern begangen werden können („echte Amtsdelikte“), und sieht bei manchen allgemein erfüllbaren Delikten für Amtsträger härtere Strafen vor („unechte Amtsdelikte“). 
Der Amtsträgerbegriff hat den früheren „strafrechtlichen Beamtenbegriff“ ersetzt und ausgeweitet. Wer Amtsträger im strafrechtlichen Sinne ist, wird in § 11 Abs. 1 Nr. 2 lit. a bis c StGB legaldefiniert. Amtsträger ist danach, wer nach deutschem Recht
- Beamter oder Richter ist
- in einem sonstigen öffentlich-rechtlichen Amtsverhältnis steht (Notare, Minister und gleichgestellte Personen, parlamentarische Staatssekretäre, Parlamentspräsidenten) oder
- sonst dazu bestellt ist, bei einer Behörde oder bei einer sonstigen Stelle oder in deren Auftrag Aufgaben der öffentlichen Verwaltung unbeschadet der zur Aufgabenerfüllung gewählten Organisationsform wahrzunehmen (z. B. Wahlhelfer, Verwaltungsfachangestellte, Gemeinderat)

Damit können auch bei Privatrechtssubjekten tätige Personen, soweit sie organisatorisch an eine Behörde oder Körperschaft des öffentlichen Rechts angebunden sind, Amtsträger sein. Zwar fallen wohl Notare als Beliehene unter die Amtsträgereigenschaft, auf Rechtsanwälte trifft die Amtsträgereigenschaft nicht zu, obwohl sie nach § 1 der Bundesrechtsanwaltsordnung „freie Organe der Rechtspflege“ sind. Amtsträger sind auch die Steuerhilfspersonen (§ 217, § 7 Nr. 3 AO). Soldaten sind zwar keine Amtsträger, agieren aber als staatliche Funktionsträger. Nach § 48 WStG sind sie demnach Amtsträgern teilweise gleichgestellt. Wegen der Trennung von Staat und Kirche gehören Pfarrer und Kirchenbeamte grundsätzlich nicht zu den Amtsträgern. 
In manchen Delikten sind den Amtsträgern die „für den öffentlichen Dienst besonders Verpflichteten“ gleichgestellt (vgl. Gelöbnis).

## Staatshaftungsrecht
Als Amtsträger wird im deutschen Staatshaftungsrecht „jemand“ bezeichnet, der „in Ausübung eines ihm anvertrauten öffentlichen Amtes“ handelt (Art. 34 S. 1 GG) und dadurch Ansprüche aus Amtshaftung verursachen kann. Die Verfassung erweitert dabei den staatsrechtlichen Beamtenbegriff des § 839 BGB auf alle, die in einem bestimmten Anstellungs-, Auftrags-, Anvertrauens-, Beleihungs- oder Dienstverhältnis hoheitlich handeln. Man spricht deshalb auch vom „Beamten im haftungsrechtlichen Sinn“.

## Geschichte
Der Begriff kam historisch in der Zeit des Nationalsozialismus auf, wo „Amtsträger“ den engeren Beamtenbegriff überwinden sollte und für alle Funktionäre der NSDAP, deren Gliederungen und angeschlossenen Verbände gelten sollte. Dazu gehörten unter anderem die Politischen Leiter, die in den Anfangsjahren der Partei zunächst als „Amtswalter“ bezeichnet wurden. 